# السفارة السعودية في الكاميرون
سفارة المملكة العربية السعودية في الكاميرون، هي بعثة دبلوماسية سعودية تقع العاصمة ياوندي ويترأس البعثة سفير خادم الحرمين الشريفين د. فيصل بن سعود المجفل. العنوان: شارع روزا بارك انتوقو - حي القولف - ياوندي الكاميرون.

## الجامع الكبير
- في فبراير 2019، تم افتتاح الجامع الكبير في مدينة مروا في الكاميرون، على نفقة المملكة وتحت إشراف السفارة السعودية في الكاميرون، وتبلغ مساحة الجامع 2700 متر مربع، ويتسع إلى نحو 5000 مصلي.[2]

## سفراء السعودية في الكاميرون
| السفير                    | الفترة من  | ملاحظات |
| ------------------------- | ---------- | ------- |
| د. فيصل بن سعود بن مجفل   | إبريل 2023 | [ 1 ]   |
| عبد الإله بن محمد الشعيبي | إبريل 2019 | [ 3 ]   |

## وصلات خارجية
- موقع سفارة المملكة العربية السعودية السعودية في الكاميرون
- وزارة الخارجية السعودية (بالعربية)
- Ministry of Foreign Affairs of Kingdom of Saudi Arabia (بالإنجليزية)